# Pampered menial
Pampered menial is het eerste studioalbum van de Amerikaanse rockband Pavlov's Dog. De band uit St. Louis (Missouri) is direct populair onder de aanhangers van de progressieve rock. Opvallend is de falsetto- en nasale stem van zanger David Surkamp. Die stem is tegelijkertijd uniek maar begon ook snel te vervelen. Het album belandde vrij snel in de uitverkoopbakken. Dat laatste werd aangewakkerd doordat het in twee versies verscheen (in Nederland maar één versie). Het verhaal gaat dat ABC Records de band 600.000 Amerikaanse dollars gaf voor de opnamen en vervolgens de band ontsloeg; vervolgens kreeg de band ongeveer hetzelfde bedrag van CBS, andere geruchten betreffen een onderlinge deal tussen de twee platenlabels. Het producersduo, bekend van REO Speedwagon en Blue Öyster Cult, gaf leiding aan de opnamen in de CBS Studio te New York. Datzelfde duo zorgde ervoor dat de facties binnen de band een steeds grotere onderlinge afstand kregen: Scorfina en Hamilton vormden een duo, Surkamp en Stockton eveneens, Rayburn en Safron waren al een duo en Carver kwam alleen te staan.
Na uitgifte van het album verdween Carver. De vitar is een kruising tussen viool en gitaar.
Pampered menial betekent volgepropte slaaf en slaat op de hond op de platenhoes, die een soort herkenningspunt van de band werd. Alles naar schilderijen van Edwin Landseer.

## Musici
- David Surkamp – zang, gitaar
- David Hamilton – toetsinstrumenten
- Doug Rayburn – mellotron, dwarsfluit
- Mike Safron – percussie
- Rick Stockton – basgitaar
- Siegried Carver – viool, vitar, altviool
- Steve Scorfina - sologitaar

## Muziek

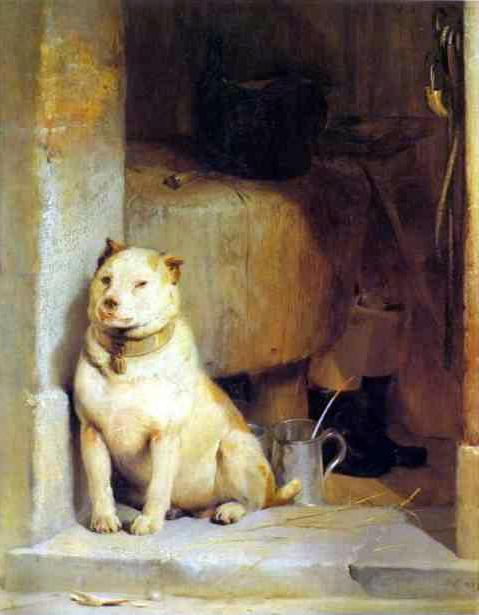
Edwin Landseer - Low Life

| Nr. | Titel                              | Duur |
| --- | ---------------------------------- | ---- |
| 1.  | Julia (Surkamp)                    | 3:10 |
| 2.  | Late november (Scorfina, Surkamp)  | 3:12 |
| 3.  | Song dance (Safron)                | 4:59 |
| 4.  | Fast gun (Surkamp)                 | 3:04 |
| 5.  | Natchez trace (Scorfina)           | 3:42 |
| 6.  | Theme from Subway Sue (Surkamp)    | 4:25 |
| 7.  | Episode (Surkamp)                  | 4:04 |
| 8.  | Preludin (Carver)                  | 1:39 |
| 9.  | Of once and future kings (Surkamp) | 5:27 |